# Совхоз Садвинтрест
Совхоз Садвинтрест — посёлок, центр сельской администрации в Ромодановском районе Мордовии. Входит в состав Кочуновского сельского поселения.

## История
Посёлок основан в 1930-х годах.

## Население
| 2002 | 2010 |
| ---- | ---- |
| 337  | ↘322 |